# 氟曲马唑
氟曲马唑（英語：Flutrimazole）是一种广谱抗真菌药，用于皮肤真菌病的局部治疗。氟曲马唑是一种咪唑衍生物，其抗真菌活性已在体外、体内得到证实，和克霉唑相近，比联苯苄唑要高。

## 作用机理
氟曲马唑通过抑制真菌羊毛甾醇14α-脱甲基酶的活性，影响麦角固醇的合成。